# Biodiversity Heritage Library
38°53′10″ пн. ш. 77°01′17″ зх. д. / 38.886111111111° пн. ш. 77.021388888889° зх. д.
Biodiversity Heritage Library (BHL) — найбільша у світі цифрова бібліотека відкритого доступу для літератури та архівів про біорізноманіття. Фактично, це всесвітній консорціум природознавчих, ботанічних, дослідницьких і національних бібліотек, які працюють разом, щоб надати доступ до наукової літератури, оцифровуючи природознавчу літературу, що зберігається в їхніх колекціях. Консорціум BHL співпрацює з міжнародною таксономічною спільнотою, видавцями, біоінформатиками та фахівцями з інформаційних технологій, щоб розробити інструменти та послуги для покращення доступу, сумісності та повторного використання вмісту та даних. Завдяки інструментам таксономічного аналізу, розробленим Global Names Architecture, BHL індексує таксономічні назви по всій колекції, дозволяючи дослідникам знаходити публікації про певні таксони. У партнерстві з Інтернет-архівом і завдяки місцевим зусиллям з оцифрування, портал BHL надає безкоштовний доступ до сотень тисяч томів, що містять понад 59 мільйонів сторінок, з 15-го по 21-е століття.
BHL заснований у 2006 році. Незабаром став третім широким проєктом оцифрування літератури про біорізноманіття після Gallica та AnimalBase. У 2008 році BHL став найбільшим у світі проєктом оцифрування літератури про біорізноманіття.
BHL став основою для створення «Енциклопедії життя».

## Консорціум
Спочатку Biodiversity Heritage Library була консорціумом десяти природничих і ботанічних бібліотек, а зараз вона налічує чотирнадцять членів.
Бібліотеки-засновники
- Американський музей природознавства (Нью-Йорк, Нью-Йорк)
- Музей природної історії Філда (Чикаго, Іллінойс)
- Ботанічні ббліотеки у Гербарії Гарвардського університету (Кембридж, Массачусетс)
- Бібліотека Ернста Майра (Музей порівняльної зоології, Кембридж, Массачусетс)
- Морська біологічна лабораторія Океанографічного інституту Вудс-Гол (Вудс-Гол, Массачусетс)
- Міссурійський ботанічний сад (Сент-Луїс, Міссурі)
- Музей природної історії (Лондон, Англія)
- Нью-Йоркський ботанічний сад (Бронкс, Нью-Йорк)
- Королівські ботанічні сади в К'ю (Річмонд, Велика Британія)
- Смітсонівський інститут (Вашингтон, округ Колумбія)

У травні 2009 року до консорціуму було додано двох нових членів:
- Академія природничих наук Дрексельського університету (Філадельфія, Пенсільванія)
- Каліфорнійська академія наук (Сан-Франциско, Каліфорнія)

У листопаді 2011 року до консорціуму було додано ще двох нових членів:
- Бібліотека Корнельського університету (Ітака, Нью-Йорк)
- Геологічна служба США (Рестон, Вірджинія)

У лютому 2013 року до консорціуму додано одного нового члена:
- Бібліотека Конгресу (Вашингтон, округ Колумбія)

З 2009 року BHL розширилася по всьому світу. У травні 2009 року 28 партнерів консорціуму, переважно європейських бібліотек, заснували європейський партнерський проєкт BHL-Europe. Незабаром після цього в Пекіні було запущено інший проект BHL-China у співпраці з Китайською академією наук . Відтоді BHL у строгому сенсі називався BHL-US/UK (зазвичай лише BHL-US), глобальний проєкт називався BHL-Global, щоб відрізнити його від проєкту US/UK. Глобальним проєктом BHL керують переважно Смітсонівський інститут (Вашингтон, округ Колумбія), Музей природної історії (Лондон) і Ботанічний сад Міссурі. Планується створити шість регіональних центрів.
У 2010 році Atlas of Living Australia створив регіональний вузол для Австралії. Операція з оцифрування здійснюється Музеями Вікторії та фінансується на національному рівні. Австралійські музеї, гербарії, королівські товариства, клуби польових натуралістів та урядові організації складають внески. Крім того, Бразилія (через SciELO) і Bibliotheca Alexandrina також створили регіональні вузли BHL. Ці проєкти працюватимуть разом, щоб обмінюватися контентом, протоколами, послугами та практиками цифрового збереження .
Існує онлайн-портал BHL із інтеграцією Google Maps API, AJAX, хмарами тегів і зображеннями JPEG2000, які спрощують масштабування та панорамування з різною роздільною здатністю.